# SAMOS 2
SAMOS 2 (ang. Satellite And Missile Observation Satellites) – drugi z amerykańskiej serii satelitów wywiadowczych. Była to pierwsza generacja wywiadowczych satelitów fotograficznych,  mających przesyłać zdjęcia drogą radiową. Otrzymane zdjęcia były słabej jakości. Jedna z nielicznych udanych misji programu SAMOS.

## Ładunek

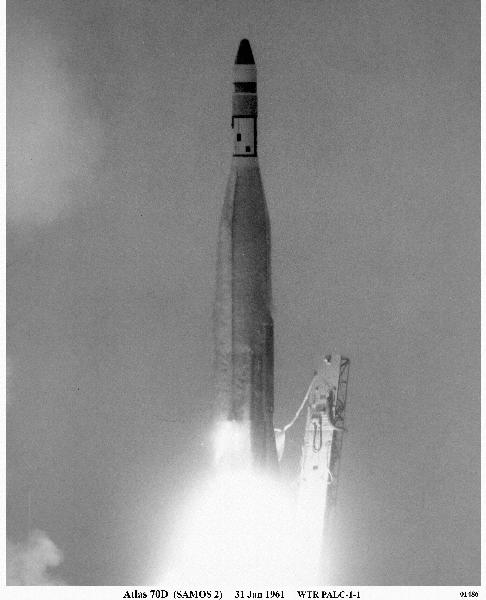
Moment startu rakiety Atlas Agena A z satelitą SAMOS 2

- Aparat fotograficzny o ogniskowej 1,83 m; rozdzielczość na powierzchni Ziemi 30 m; obszar fotografowany: 161 km x 161 km
- Eksperyment pomiarów mikrometeoroidów
- Próbnik plazmy
- Miernik pola elektrycznego
- Ładunek eksperymentalny Ferret F-1
- Detektor promieniowania kosmicznego
- Gęstościomierz atmosferyczny